# Ding Ling
Ding Ling, pseudonimo di Jiǎng Bīngzhī (Linli, 12 ottobre 1904 – Pechino, 4 marzo 1986), è stata una scrittrice cinese.

## Biografia
Ding Ling esordisce nel 1927, giovanissima, con alcuni racconti tra cui Manke (traslitterazione del francese Mon cœur, opera di Gustave Flaubert) e Il diario della signorina Sofia. Il diario della signorina Sofia costituisce il primo racconto della storia della letteratura cinese scritto da una donna per le donne. La Sofia del libro si rifà a Sophia Perovskaya eroina anarchica russa che attentò al potere zarista. Per la prima volta c'è il vedere un uomo per il proprio corpo, per la propria bellezza e ciò costituisce un mezzo per prendere coscienza del corpo femminile (quello dell'eroina protagonista): il lavoro di Ding Ling è da apprezzare per questo gesto di rottura.
Suoi successivi lavori sono Primavera a Shanghai e In ospedale. Il primo, prendendo spunto dalle sue vicende personali, narra di come, all'interno di una coppia di giovani rivoluzionari, il marito continui a trattare la moglie secondo i retrogradi canoni confuciani; In ospedale invece è un altro racconto che costituisce una sorta di "critica dall'interno" (Ding Ling era membro del partito) al partito comunista, in cui una giovane che avrebbe voluto fare la scrittrice è costretta invece a fare l'ostetrica per volere del padre ("il nostro paese ha bisogno di medici, non di scrittori" le dice): una volta in ospedale si rende conto che non avrà a che fare con quella sanità idilliaca proclamata dal partito comunista ma con un ospedale in cui mancano le infrastrutture più elementari e in cui vige un maschilismo asfissiante. Successivamente scrive Pensieri sull'8 marzo, in favore della causa femminile, e nel 1949 Il sole brilla sul fiume Sangkan, opera che si rifà in larga parte al realismo socialista e che tratta del problema della riforma agraria: grazie a quest'opera vincerà il premio Stalin nel 1951.
Nonostante la dedizione di tutta una vita alla causa socialista, già nel 1942 viene criticata dal partito per le sue proteste contro le discriminazioni delle donne. Nella Campagna dei cento fiori del 1957, a causa delle sue richieste di maggior libertà per la letteratura, viene confinata ai lavori forzati in una fattoria vicino alla Siberia per "riformarsi attraverso il lavoro", venendo quindi internata in un laogai. Durante la Rivoluzione culturale (1966-76) è duramente criticata per alcuni suoi racconti ed è vittima di violenze; dal 1970 al 1975 viene incarcerata in una prigione statale. Riabilitata solo nei primi anni ottanta, muore nel 1986.